# Escrió de Mitilene
Escrió de Mitilene (Aeschrion, Αἰσχρίων) fou un poeta èpic de Mitilene a l'illa de Lesbos, deixeble d'Aristòtil, que va acompanyar a Alexandre el Gran en alguna de les seves campanyes. És esmentat per Suides. Certs autors pensen que sigui el mateix que Escrió de Samos